# B't X
B't X és un manga creat per Masami Kurumada el 1995. És una de les obres que ha tingut èxit, al costat de Saint Seiya i Ring ni Kakero. Suposa la primera obra de l'autor que entra en el gènere de la ciència-ficció dels robots. Els robots de l'obra són anomenats B't, i es caracteritzen per pensar per ells mateixos i lluitar com a prolongació del donant de sang. El nom B't ve de les paraules en anglès brain, blood, bravery i battler.
L'autor tracta de transmetre el valor en aquesta obra, com en altres, que diu "Si eres un home has de viure com a tal. Si soles eres un nen, has de fer el que et toca". Fou adaptat a un anime i un OVA.
Com en altres obres de l'autor, els noms dels personatges els condicionen:
- Teppei (soldat de ferro)
- Kotaro (xic d'acer)
- Fou (fènix, en la mitologia xinesa): guardià del sud.[5]
- Lon (drac, en japonès) és el guardià del drac de l'est.
- Karen (flor de lotus) guardiana de l'est.[6]
- Hokuto (estrella polar) guardià del nord. El seu emblema és una tortuga, fent referència a la mitologia xinesa on la tortuga guarda el nord.
- Els noms dels personatges secundaris també fan referències, com el Capità Hook, referència del Capità Garfi de la història de Peter Pan.[7]

Els guardians estan basats en els quatre guardians de la mitologia japonesa, que a la vegada és una versió dels guardians dels punts cardinals dels mites xinesos.